# V(D)J-ом
V(D)J-ом — термин из области адаптивного иммунитета, который обозначает совокупность всего спектра антител в крови, в частности спектра аутоантител, посредством анализа индивидуального репертуара генов рецепторов адаптивного иммунитета — Т-клеточных рецепторов и антител.
Термин был предложен в 2008 году профессором Гарвардской медицинской школы Джорджем Черчем при исследовании связей между функциональной метагеномикой и иммунной системой человека.

## История вопроса
Антитела и Т-клеточные рецепторы человека постоянно находятся в процессе эволюционного отбора и улучшении связности и специфичности. Таким образом, они могут фиксировать и запоминать антигенную историю в течение всей жизни организма. Целью анализа VDJ-ома является выделение и анализ большого пула тяжелых и легких цепей антител (библиотеки фрагментов антител), в дополнение к Т-клеточным рецепторам единичной клетки. Предполагается, что соотнесение вариаций последовательностей V(D)J-ома с таблицами антигенов позволит определять перенесенные человеком заболевания или иные интервенции в прошлом, а также прогнозировать и персонализировать терапию аутоиммунных заболеваний, аллергических реакций и реакций организма хозяина на трансплантат.